# Monarca de les Salomó
El monarca de les Salomó (Myiagra ferrocyanea) és un ocell de la família dels monàrquids (Monarchidae).

## Hàbitat i distribució
Habita boscos, clars i vegetació secundària de les illes Salomó, a excepció de Makira i Rennel.